# خافي سواريز
خافي سواريز (بالإسبانية: Francisco Javier Suárez Lizano) هو لاعب كرة قدم إسباني في مركز الدفاع، ولد في 31 يناير 1976 في سرقسطة في إسبانيا. لعب مع نادي سان أندرو.

## وصلات خارجية
- خافي سواريز على موقع قاعدة بيانات كرة القدم.إي يو (الإنجليزية)